# Готфрид Лайбниц
Готфрид Вилхелм Лайбниц (на немски: Gottfried Wilhelm Leibniz) е германски философ, математик, дипломат, библиотекар и юрист, заемащ важно място в историята на математиката и философията.
Независимо от своя съвременник Исак Нютон, Лайбниц развива основите на математическия анализ, като създава и използваната и в наши дни в тази област нотация на Лайбниц. Той е и един от най-продуктивните изобретатели в областта на механичните калкулатори. Опитвайки се да добави възможност за автоматично умножение и деление в калкулатора на Паскал, той за пръв път описва колесните калкулатори и изобретява колелото на Лайбниц, използвано в аритмометъра, първият серийно произвеждан механичен калкулатор. Той допринася и за изявяването на двоичната аритметика, която е в основата на днешната цифрова техника.
В областта на философията Готфрид Лайбниц е най-известен със своето заключение, че нашата Вселена, в ограничен смисъл, е най-добрата възможна, сред всички, които Бог би могъл да създаде. Наред с Рене Декарт и Барух Спиноза, той е един от тримата най-видни привърженици на рационализма на XVII век. Разсъжденията на Лайбниц са предвестник на съвременната логика и аналитична философия, но в същото време неговата философия е и обърната назад към схоластичната традиция, в която до заключенията се стига чрез прилагане на аргументи, изхождайки от първични принципи или предходни дефиниции, а не от емпирични свидетелства.
Лайбниц има значителен принос и към физиката и техниката и предусеща някои схващания, придобили популярност дълго след смъртта му, в различни области, като теория на вероятностите, биология, медицина, геология, психология, езикознание и информатика. Той пише и трудове по право, етика, политика, теология, история и филология. Приносите му по тези разнородни теми са разпръснати в множество научни списания, в десетки хиляди писма и в много непубликувани ръкописи. Продължаващата с десетилетия работа върху издаването на пълни негови съчинения все още не е приключила. Той пише на няколко езика, но най-вече на латински, френски и немски.

## Биография

### Произход и образование (1646 – 1667)
Роден е на 1 юли* 1646 г., към края на Тридесетгодишната война, в Лайпциг, столицата на Саксония. Негови родители са Катарина Шмук, дъщеря на известен местен адвокат, и Фридрих Лайбниц (1597 – 1652), професор по етика в Лайпцигския университет. Лайбниц има по-малка сестра Анна Катарина, както и брат Йохан Фридрих и сестра Анна Розина от по-ранен брак на баща си.
Бащата умира през 1652 г. и оставя на 6-годишния си син богатата си лична библиотека. Свободният достъп до книгите му дава възможност още от ранна възраст да се запознае с широк кръг философска и богословска литература, която по това време обикновено се изучава едва в университетските курсове. Повечето от тези книги са на латински и още 12-годишен Лайбниц добре разбира този език. Тринадесетгодишен, той съставя за една сутрин латинско стихотворение в хекзаметри от триста стиха.
Едва петнадесетгодишен Лайбниц постъпва в Лайпцигския университет. По време на първата си подготвителна година, един семестър от която прекарва в университета в Йена, изучава философия, математика и естествени науки. През декември 1662 г. защитава бакалавърска степен по философия. През юни следващата година той защитава своя тезис върху принципа за индивидуализация – тема, на която се отдава през целия си живот – „Метафизично обсъждане на принципа за индивидуализация“ („Disputatio Metaphysica de Principio Individui“). През февруари 1664 г. той получава магистърска степен по философия, а през декември същата година публикува и защитава дисертацията си „Примерни философски въпроси, събрани от правото“ („Specimen Quaestionum Philosophicarum ex Jure collectarum“), в която разглежда теоретичните и педагогически връзки между философията и правото. През септември 1665 получава и бакалавърска степен по право.
През 1666 г. двадесетгодишният Готфрид Лайбниц пише своята първа книга „За изкуството на съчетанията“ („De Arte Combinatoria“), която съдържа хабилитационния му труд по философия като първа част. Следващата му цел е да получи докторска степен по право, което обикновено отнема три години. През 1666 г. Лайпцигският университет отхвърля молбата му за докторска защита, вероятно заради младата му възраст, поради което той напуска Лайпциг.
Лайбниц се записва в Алтдорфския университет и малко след това представя там дисертация, по която вероятно е работил още в Лайпциг. Тя е озаглавена „Начално обсъждане на сложни случаи в правото“ („Disputatio Inauguralis De Casibus Perplexis In Jure“). Още през ноември същата година той получава докторска степен по право и лиценз за юридическа практика, след което отхвърля предложение за академична работа в Алтдорфския университет.Той отказва, тъй като неговата цел е да е в служба на обществото, а не да навлиза в академичния живот. Преди да има навършени 21 години Лайбниц не само е спечелил докторска степен по право, но е и публикувал няколко авторски изследвания в областта на логиката и правната теория.

### При курфюрста на Майнц (1667 – 1676)
След като напуска Алтдорф, Лайбниц отива в Нюрнберг, където се представя за сведущ алхимик, въпреки че по това време не познава добре тази материя. Впечатлението, което прави на местните алхимици, обаче е достатъчно, за да се сдобие с поста на платен секретар в тяхната организация. Там той се запознава с Йохан Кристиан фон Бойнебург, известен държавник и дипломат и доскорошен пръв министър на Майнцкото курфюрстство. Фон Бойнебург наема Лайбниц за свой асистент и той прекарва следващите години с него, главно във Франкфурт и Майнц. Фон Бойнебург представя Лайбниц на курфюрста Йохан Филип фон Шонборн и той му посвещава едно правно есе, след което му е възложена преработката на правния кодекс на курфюрстството. През 1669 г. е назначен в Апелативния съд на Майнц, но в същото време остава на служба в дома на Фон Бойнебург дори след неговата смърт през 1672 г., като едва през 1674 г. е освободен от вдовицата му.
Фон Бойнебург изиграва важна роля за нарастващата репутация на Лайбниц и неговите писма и записки започват да привличат внимание сред влиятелните политически кръгове в Германия. Не след дълго той се включва в дипломатическата дейност на курфюрстството. Първоначално публикува под полски псевдоним есе, застъпващо се за поставянето на немец начело на Жечпосполита. През 1672 г. в опит да отклони войната между Франция и Холандия, Лайбниц пише дълъг мемоар, в който препоръчва краля на Франция Луи XIV вместо с война да се ангажира с инвазията на Египет, представяйки плана като кръстоносен поход срещу турците. Лайбниц е изпратен в Париж лично да изложи плана си пред френския съд, но усилията му се оказват неуспешни.
Въпреки неуспеха на дипломатическата си мисия, Готфрид Лайбниц остава в Париж почти 4 години. Малко след пристигането си той се запознава с нидерландския физик и математик Кристиан Хюйгенс и осъзнава, че познанията в областта на математиката и физиката са повърхностни. Под напътствията на Хюйгенс той започва да се самообразова в тези науки и не след дълго постига значителни успехи. В Париж той се запознава също с Никола Малбранш и Антоан Арно, водещите френски философи на епохата, и изучава трудовете на Рене Декарт и Блез Паскал, някои от тях непубликувани. Там се сприятелява с германския математик Еренфрид фон Чирнхаус, с когото поддържа кореспонденция до края на живота му. През 1675 г. е приет за чуждестранен почетен член на Френската академия на науките.
В началото на 1673 г. Лайбниц е включен в дипломатическа мисия на Майнцкото курфюрстство в Лондон. Там той се запознава с Хенри Олденбург и Джон Колинс. Той представя пред Кралското дружество конструиран от него механичен калкулатор, върху който работи още от 1670 г., след което е приет за чуждестранен член на дружеството. Дипломатическата мисия не продължава дълго, тъй като през февруари 1673 г. курфюрстът Фон Шонборн умира, и Лайбниц се връща в Париж.
Внезапната смърт на двамата му покровители Фон Бойнебург и Фон Шонборн през зимата на 1672 – 1673 г. поставя Лайбниц в затруднено положение. След като не успява да намери подходяща служба в Париж или в императорския двор на Хабсбургите, през 1675 г. той приема поста на съветник на херцога на Брауншвайг-Люнебург Йохан Фридрих. Въпреки това той забавя заминаването си за Хановер, столицата на херцога, до края на 1676 г.
Междувременно Лайбниц отново посещава за кратко Лондон. Това посещение става повод за последвалия спор между него и Исак Нютон за създаването на математическия анализ, като според някои обвинения в Лондон той е имал достъп до все още непубликувани трудове на Нютон. По пътя от Лондон към Хановер Лайбниц спира в Хага, където се среща с откривателя на микроорганизмите и един от първите микроскописти Антони ван Льовенхук и с вече известния по това време философ Бенедикт Спиноза.

### В Хановер (1676 – 1687)
Готфрид Лайбниц пристига в Хановер, столицата на княжеството Брунсвик-Люнебург в Северна Германия, в края на 1676 г., а през следващата година е назначен за таен съветник по правосъдието, длъжност, която заема до края на живота си. Той служи при трима последователни херцози на Брауншвайг-Люнебург като историк, политически съветник и библиотекар, като пише по различни политически, исторически и богословски въпроси, свързани с династията. В двора той се ползва с покровителството на херцогинята София (1630 – 1714), нейната дъщеря и бъдеща кралица на Прусия София Шарлота (1668 – 1705) и нейната снаха и бъдеща кралица на Великобритания Каролина (1683 – 1737). Въпреки че в Хановер Лайбниц първоначално е назначен за член на съдебния съвет, неговите задължения да са най-различни. Той работи като библиотекар, политически съветник, технически консултант и дори като неофициален дипломат. Той е в отлични отношения с херцога Джон Фредерик и с неговия син и наследник Ърнест Август, но с присъединяването на Георг Лудвиг – по-късно Джордж I – към Великобритания позицията на Лайбниц отслабва и в крайна сметка той губи благосклонността на съда, въпреки че дотогава винаги е бил в отлични отношения с принцесите на двора.
Макар Хановер да е сравнително малък град, встрани от европейския интелектуален живот, по време на престоя на Лайбниц там Хановерската династия придобива голямо значение в европейската политика – през 1692 г. херцозите стават наследствени курфюрсти на Свещената Римска империя, а през 1701 г. София и нейните наследници са обявени за наследници на британската корона след смъртта на крал Уилям III и кралица Анна. Самият Лайбниц участва, макар и периферно, в дипломатическите преговори, довели то това развитие.
Херцозите на Брауншвайг толерират разностранните научни дейности на Лайбниц, които не са пряко свързани със задълженията му в двора. Той пише по различни въпроси, като математика, логика, физика и философия, като същевременно поддържа активна кореспонденция. Между 1674 и 1677 г. той развива системата на математическия анализ, макар че първите му публикации са от 1684 г. През 1682 г. той започва да издава научното списание „Acta Eruditorum“, което му донася значителен престиж в научната общност и в което през следващите десет години излизат основните му математически разработки.
В разцвета на своята кариера Лайбниц е познат като министър без портфолио, отговарящ за историко-правни, културни и научни въпроси. Той управлява кралските библиотеки и архиви, провежда правни и исторически изследвания, съставя полемични трактати за оправдаване на различни права и претенции на херцозите на Хановер, а също така участва в планирането на реформа, отнасяща се до монетосеченето, и се опитва да реорганизира мините. Въпреки че Лайбниц живее в атмосферата на „микро“ политика в малко германско княжество, неговите интереси и перспективи винаги остават широкообхватни и международни.
Всеотдайната служба на Лайбниц в двора на Хановер е съчетана с ангажимент за насърчаване на обучението и науката, който той приема много сериозно. Изпълнявайки редовните си задължения до късно през нощта, Лайбниц създава изумително разнообразие от оригинални идеи в областта на логиката, математиката, физиката, естествознанието, историческите изследвания и философията. Публикува само значително количество статии, но съществена част от труда му остава под формата на ръкописи, чието окончателно издаване все още не е приключило.

### Късни години (1687 – 1716)
От 1687 до 1690 г. пътува из Германия и Италия, за да издирва архивни материали за Велфите, чиято история му е възложена. След 1700 г. се задържа главно в Берлин и Виена.
Взема участие в създаването на Берлинската академия на науките и е първият неин президент (1700). Съдейства и за създаването на академии в Лайпциг, Виена и Санкт Петербург. През 1711 – 1716 г. се среща няколко пъти с Петър I и работи по проекти за образованието в Русия.
Умира на 14 ноември 1716 г. в Хановер, Германия.

## Научни приноси
Лайбниц е изключително многостранен учен. Той съчинява философска монадология, пише върху теологията, философията на езика, систематизирането на архивни материали, историята, механиката, логиката и математиката, както и голям брой рецензии по научни, политически и финансови проблеми. Член е на Лондонското кралско дружество и на Френската академия на науките.

### Математика
Основните математически постижения на Лайбниц са в областта на математическия анализ и на формализирането на математиката. В лайпцигските „Acta eruditorum“ публикува разработеното от него диференциално смятане през 1684 г., а интегралното смятане – през 1686 г. Първата работа съдържа знаците за диференциране, правила за диференциране, твърдения за екстремумите и инфлексните точки. Втората работа съдържа знака за интеграл.
Лайбниц внася в анализа широко употребяваните днес термини: функция, диференциал, диференциално уравнение, алгоритъм, абсциса, ордината и др. Той разработва правилата за диференциране на сума, разлика, произведение, степен, функция от функция, дава дефиниции за екстремни точки и точки на прекъсване, установява взаимно обратния характер на основните операции в анализа – диференцирането и интегрирането. Негова е формулата за многократно диференциране на произведение – формула на Лайбниц. Той дава и правила за диференциране на редица важни трансцендентни функции. Поставя основите на теорията на редовете и на теорията на диференциалните уравнения. За изобретяването на анализа Исак Нютон има доказан приоритет във времето, но Лайбниц го разработва независимо и пръв публикува откритията. Между двамата, и техни поддръжници, се разгаря продължителен и не особено смислен спор за авторството.
До средата на ХХ век доминира мнението, че Лайбниц се е провалил в опитите си да обоснове анализа като смятане с безкрайно малки, „инфинитезимални“, числа. През 1966 г. Робинсън публикува първата книга по нестандартен анализ, в която недвусмислено доказва, че подходът е логически издържан и оттогава Лайбниц се признава и като изобретател на този алтернативен вариант на математическия анализ.
Лайбниц има траен интерес към логиката и комбинаториката, но неговите идеи биват оценени едва в края ХIХ век когато математическата логика се оформя като самостоятелна дисциплина.
Ръкопис на Лайбниц, датиращ от 1678/9 г., свидетелства че той успешно е разработил смятане в двоична числова система и е схванал потенциалът му за разработка на сметачно устройство. През следващите десетилетия той неколкократно се връща към тези идеи, но вниманието на по-широката публика е привлечено когато е отпечатана негова работа, свързваща тази най-проста числова система с древните китайски символи от „И Цзин“. Това е статия, озаглавена „Обяснение на двоичната аритметика, която използва само символите 1 и 0, с някои забележки за нейната полезност, и върху светлината, която хвърля тя върху древните китайски фигури на Фу Си (отпечатана през 1703 г.). Лайбниц е считал, че със смятането само с 0 и 1 той е постигнал значимо метафизическо прозрение и предложил в 1697 на херцога на Бруншвайг изсичането на възпоменателен медал.

### Физика
Лайбниц изучава движението. Утвърждава относителността на пространството и уточнява понятието сила. В механиката въвежда понятието жива сила. Формулира принципа за най-малкото действие. Изобретява някои оптични и пневматични механизми. Работи над изобретяването на парна машина.
През 1673 г., след като се запознава с астронома Кристиан Хюйгенс, Лайбниц създава механична сметачна машина, която изпълнява събиране, изваждане, умножение и деление на числа. Машината е демонстрирана във Френската академия на науките и в Лондонското кралско дружество.
Сред другите му изобретения могат да се отбележат: устройство за използване енергията на вятъра при отвеждане на водите от шахти, а също и чертеж на подводна лодка.

### Философия
Като философ Лайбниц е рационалист – стреми се да съгласува всичко рационално във философията преди него със съвременните му научни знания. Стреми се да примири религията и естествознанието, вярата и разума, да издигне науката над границите на националните особености, да изобрети всеобщ език.
Най-обстойно изложение на философските възгледи на Лайбниц се намира в посмъртно публикуваната негова книга „Нови опити над човешкия разум“. Той завършва този труд през 1704 г. но по разни съображения се отказва да го публикува. Текстът представлява диалог между Теофил, който представлява автора, и Филалет, който излага възгледите на Джон Лок, следвайки стриктно последователността, в която са написани неговите „Опити върху човешкия разум“. Особена популярност добива репликата на Лайбниц:
| „ | Няма нищо в разума, което по-рано да не е било в сетивата – освен самият разум. | “ |

Книгата е полемична и представя (макар често пъти негативно) в контекста на Просвещението, рационална аргументация за зрелите възгледи на Лайбниц. По време на последния си престой във Виена в годините 1712, Лайбниц пише две конспективни изложения на най-последните си възгледи, които след смъртта му са публикувани и представят неговото учение за монадите. Тази негова Монадология, както бива наречено учението, не е засегната обаче в по ранните Нови опити.
Лайбниц изтъква, че физическите атоми са реални, но неточни, а математическите точки са нереални; за това той въвежда своите метафизически точки, които нарича монади (единици). Чрез тях той дава монистично и рационално обяснение за всемира. Монадите се характеризират с две способности: възприемчивост и стремеж. Налице е йерархичност в качествата на монадите: най-простите само възприемат, по-сложните са одухотворени, и най-сложните са разумни. Реално монадите не си взаимодействат, но техните възприятия са координирани така, че всичко изглежда сякаш това реално се случва; постигането на това за максимален брой е израз на принципа за съвършенство, а координирането е предустановена хармония. По този начин Лайбниц решава остро дискутирания след картезианството и оказионализма проблем за съотнасянето на нематериалната душа и придаденото ѝ тяло.
Пространството и времето в света на монадите са чисто относителни, възглед който противопоставя Лайбниц на механицистите, следващи Нютон. По този повод в последната година от живота си той води преписка със Самюъл Кларк, която е публикувана след смъртта му и е един от важните източници в познаването на неговата философия. Именно тези негови възгледи по-късно се преоткриват, макар и модифицирани, в критическата философия на Имануел Кант.

## Съчинения на Лайбниц
Лайбниц пише изключително много и архивира практически всичко, което е писал. Ръкописното му наследство, все още непълно издадено, се оценява на 2 м3 хартия, изписана двустранно. Приживе Лайбниц издава една-единствена книга, своята Теодицея от 1710 г. Публикува обаче множество статии из различни периодични издания. Идентифицирани са и негови текстове, излезли без име или дори под чуждо име. Важна роля играят хилядите писма, които той пише до широк кръг от свои съвременници: в тях той често обяснява или променя постановки, които е предлагал другаде или другиму.
Съчинения на Лайбниц са издавани в множество сборници, като едва в края на 19 век Карл Герхард успява да реализира едно достатъчно представително многотомно издание, цитирано обикновено като GP и GM (философски и математически серии). В началото на 20 век започва международно сътрудничество за едно пълно издание, върху което още се работи.

## Памет
На Лайбниц е наречена улица в квартал „Факултета“ в София (Карта).